# Phelsuma andamanense
Phelsuma andamanense es una especie de gecos de la familia Gekkonidae. Es una lagartija pequeña, delgada, tiene un color verde brillante y se alimenta de insectos. Se encuentra solamente en la islas Andamán y Nicobar, pertenecientes a la India. Es de destacar que su hábitat está a casi 5000 km de distancia del centro del área de distribución del género Phelsuma.

## Sinonimia
- Gecko chameleon Tytler, 1864
- Phelsuma madagascariensis- Loveridge, 1942: 467
- Phelsuma andamanensis Mertens, 1962
- Phelsuma andamanensis Börner, 1984
- Phelsuma andamanensis Kluge, 1993
- Phelsuma andamanensis Rösler, 2000: 101

## Descripción
El cuerpo de este gecko es verde brillante con puntos rojos y  rayas en el dorso. Los machos tienen una cola de color azulado o turquesa. A ambos lados del hocico, una raya de color marrón rojizo se extiende desde la nariz a la oreja. La superficie inferior del cuerpo es de color amarillo brillante o blanco.

## Hábitat
Phelsuma andamanense habita en tierras bajas donde se encuentran típicamente en los jardines domésticos en las palmas de coco, pinos, plátanos y plantas de sisal. También a veces vive en las chozas locales.

## Comportamiento
Estos geckos son tímidos pero extremadamente agresivos hacia otros miembros de su especie.

## Reproducción
Phelsuma andamanense normalmente pone dos huevos en un lugar protegido y elevado. Las hembras pueden ser extraordinariamente fértiles. Se ha observado que, durante un período de 18 meses, 14 pares de huevos fueron puestos.